# Mirití-Paraná
Mirití-Paraná è un distretto dipartimentale della Colombia facente parte del dipartimento di Amazonas.